# 玛尔维娜·梅杰
玛尔维娜·梅杰女爵士（Dame Malvina Major，1943年1月28日—）是新西兰著名古典美声歌唱家，出生于新西兰的汉密尔顿的一个音乐大家庭。

## 个人简介
玛尔维娜·梅杰年轻时在新西兰赢得了歌唱比赛的冠军后, 到著名的英国伦敦歌剧中心留学。她在新西兰的声乐导师是Dame Sister Mary Leo。她在国际歌剧舞台的生涯中扮演过28个不同的歌剧主角以及大量的宗教剧和音乐会保留节目。她多次成功举行了歌剧世界巡回演唱会，而且还在2008年与新西兰基督城唱诗班一同国际巡演。因为她在音乐界的突出贡献，1991年被英國授予女爵士。
玛尔维娜·梅杰1992年在新西兰建立了一个旨在发掘培养年轻艺术家的基金。著名的古典音乐与流行音乐跨界女高音海莉·韦斯特娜就是她的弟子，她现在还是新西兰基督城坎特伯雷大学的音乐教授。

## 玛尔维娜·梅杰的作品
- 《Viva Malvina! - The Lives of Dame Malvina Major》(《玛尔维娜·梅杰自传》)
- 《Malvina Major In Concert》CD
- 《Casta Diva - Malvina Major》CD
- 《Alleluia - Malvina Major》CD
- 《I Remember》 CD
- 《Dame Malvina in Concert》 CD
- 《Malvina Major Christmastime》CD
- 《Malvina My Life in Song》CD